# Shawn McGrath
Shawn McGrath (9 de mayo de 1976-26 de enero de 2011) fue un luchador profesional estadounidense, más conocido por el nombre en el ring de Shawn Osborne. Fue  conocido por su paso en la World Wrestling Entertainment como un talento en desarrollo, más recientemente luchando en su territorio de desarrollo Florida Championship Wrestling.

## Carrera

### Inicios
El 8 de marzo de 2003, McGrath debutó en Heartland Wrestling Association (HWA) contra Cody Hawk en Wilmington, Ohio. Él luchó bajo el nombre de Number One para Black Militia. Más tarde McGrath cambió su nombre a Shawn Osbourne, con el apodo de "Bad Seed". Él se liberó del stable Black Militia convirtiéndose en face en el proceso. Derrotó al entonces campeón de HWA, Rory Fox por su primer y único campeonato peso pesado de HWA. Perdió el campeonato unos meses más tarde y se fue poco después de HWA. McGrath luchó en Impact Zone Wrestling a finales de 2005 e inicios de 2006. En septiembre, McGrath formó un stable con Eddie Craven, Mike Kruel y Roucka conocido como Bad Kompany en el que ellos perdieron la oportunidad de luchar por el Campeonato Sureño en Parejas de la OVW contra Cody Runnels y Shawn Spears.

### World Wrestling Entertainment (2006-2008)

#### Ohio Valley Wrestling (2006-2008)
McGrath luchó un par de dark matches para las marcas Raw y SmackDown de la World Wrestling Entertainment (WWE) antes de firmar un contrato con el territorio de desarrollo de la WWE en junio de 2006. Fue asignado a la Ohio Valley Wrestling (OVW), y debutó un mes más tarde bajo el nombre de "The Bad Seed" Shawn Osborne.

## Muerte
McGrath murió el 26 de enero de 2011, debido a un aparente suicidio. Él envió una nota de suicidio a varios amigos, detallando sus razones para suicidarse.

## En lucha
- Movimientos finales
  - Bad Slam (Back suplex side slam)[1]

- Movimientos de firma
  - Diving overhead chop[1]
  - Elbow drop[1]
  - High knee[1]

- Apodos
  - "The Bad Seed"[1]

## Campeonatos y logros
- Heartland Wrestling Association
  - HWA Heavyweight Championship (1 vez)[7]

- HWA Tag Team Championship (1 vez) - con Benjamin Kimera